# Пятьдесят ходячих трупов
«Пятьдесят ходячих трупов» (англ. Fifty Dead Men Walking) — канадско-британский кинофильм-триллер режиссёра Кари Скогланд.

## Сюжет
Северная Ирландия, 1988 год. Двадцатидвухлетнему уличному жулику Марти МакГартленду полицейские предлагают внедриться в ряды ИРА и оповещать их о готовящихся нападениях и убийствах. Марти соглашается, поскольку не любит ИРА, и начинает вести двойную жизнь. Однако из-за провала полицейских становится известно о роли Марти. Боевики ИРА хватают его и пытают, но парню удаётся сбежать. Его друг и бывший полицейский решает помочь спрятаться. Но Марти знает, что тогда ИРА возьмёт в заложники его семью. Ему предстоит очень нелёгкий выбор: спасти себя или дорогих себе людей.

## В ролях
- Бен Кингсли — Фергюс
- Джим Стёрджесс — Мартин МакГартленд
- Кевин Зегерс — Шон
- Роуз МакГоуэн — Грейс Стеррин
- Том Коллинс (Tom Collins) — Майки
- Уильям Хьюстон (William Houston) — Рэй
- Джеральд Джордан (Gerard Jordan) — Кайран
- Джо Дойл (Joe Doyle) — Куинн
- Али Уайт (Ali White) — Мама Лары

## Съёмочная группа и производство
- Режиссёр: Кари Скогланд
- Сценарист: Кари Скогланд

по книге Николаса Дейвиса (Nicholas Davies) и Мартина МакГартленда (Martin McGartland)
- Продюсеры: Питер Ла Терьер (Peter La Terriere), Кари Скогланд, Шон Уильямсон (Shawn Williamson), Стивен Хигейс (Stephen Hegyes)
- Оператор: Джонатан Фримен (Jonathan Freeman)
- Композитор: Бен Минк (Ben Mink)

Производство «Brightlight Pictures», «Altitude Entertainment», «Future Films», «HandMade Films».
Премьера фильма состоялась 10 сентября 2008 года на Международном кинофестивале в Торонто.